# Lijst van voetbalinterlands Canada - IJsland (vrouwen)
Deze lijst van voetbalinterlands is een overzicht van alle officiële voetbalinterlands tussen de nationale vrouwenteams van Canada en IJsland. De landen hebben tot nu toe drie keer tegen elkaar gespeeld.

## Wedstrijden
| № | Plaats                | Datum            | Competitie        | Wedstrijd        | Uitslag |
| - | --------------------- | ---------------- | ----------------- | ---------------- | ------- |
| 1 | Lagos                 | 7 maart 2016     | Algarve Cup 2016  | Canada − IJsland | 1 − 0   |
| 2 | Parchal               | 27 februari 2019 | Algarve Cup 2019  | Canada − IJsland | 0 − 0   |
| 3 | San Pedro del Pinatar | 29 november 2024 | Vriendschappelijk | Canada − IJsland | 0 − 0   |

## Samenvatting
| Competitie        | Totaal gespeeld | Winst Canada | Gelijk | Winst IJsland | Doelsaldo Canada – IJsland |
| ----------------- | --------------- | ------------ | ------ | ------------- | -------------------------- |
| Algarve Cup       | 2               | 1            | 1      | 0             | 1 − 0                      |
| Vriendschappelijk | 1               | 0            | 1      | 0             | 0 − 0                      |
| Totaal            | 3               | 1            | 2      | 0             | 1 − 0                      |